# Olbramice, Ostrava-město
Olbramice là một làng thuộc huyện Ostrava-město, vùng Moravskoslezský, Cộng hòa Séc.